# Затоківка білолоба
Затоківка білолоба (Zosterops melanocephalus) — вид горобцеподібних птахів родини окулярникових (Zosteropidae). Ендемік Камеруну.

## Таксономія
Раніше білолобу затоківку поміщали до роду Затоківка (Speirops), однак цей рід був розформований, а всі види, які включали в нього, були переведені до роду Окулярник (Zosterops).

## Опис
Довжина птаха становить 12 см. Голова чорна, лоб і горло білі, навколо очей вузькі білі кільця. Верхня частина тіла коричнювата, нижня частина тіла сірувата з охристим відтінком.

## Поширення і екологія
Білолобі затоківки живуть в гірських тропічних лісах і високогірних чагарникових заростях на схилах гори Камерун, на висоті від 1800 до 3000 м над рівнем моря.

## Збереження
МСОП класифікує цей вид як вразливий. За оцінкою дослідників, популяція білолобих затоківок складає 6000-15000 птахів.